# Heinrich Endres (General)
Heinrich Endres (* 21. Januar 1923 in Bamberg; † 2005) war ein deutscher Offizier und zuletzt Brigadegeneral des Heeres der Bundeswehr.

## Leben
Endres trat nach der Aufbauschule im November 1940 in die Wehrmacht ein und wurde im Februar 1942 zum Leutnant ernannt. Er hatte Kriegsverwendungen als Zugführer, Kompaniechef und war bei Kriegsende Oberleutnant und Regimentsadjutant. 1946/47 absolvierte er eine Ausbildung zum Lehrer und war bis 1956 als solcher tätig. Dann trat er als Oberleutnant in einem Panzergrenadierbataillon in die Bundeswehr ein. Er nahm am 3. Generalstabslehrgang Heer an der Führungsakademie der Bundeswehr in Hamburg teil, wo er zum Offizier im Generalstabsdienst ausgebildet wurde. Anschließend wurde er als G 4 und G 3 einer Panzergrenadierbrigade verwendet, hatte eine integrierte Verwendung im Allied Forces Northern Europe der NATO, war Hilfsreferent im Bundesministerium der Verteidigung, Chef des Stabes der 12. Panzerdivision, Branch Chief Plans beim Supreme Headquarters Allied Powers Europe der NATO, wurde 1973 zum Brigadegeneral befördert und war ab Oktober 1976 Brigadekommandeur der Jägerbrigade 11. Mit Ablauf des März 1983 wurde er in den Ruhestand versetzt.
Endres war verheiratet, katholisch und hatte zwei Kinder. Er starb 2005.